# Cá ó đầu bò
Cá ó đầu bò, tên khoa học Myliobatis tobijei, là một loài cá đuối thuộc họ Myliobatidae.